# Дом Шафера
«Дом Шафера» в Павлодаре — единственный в Республике Казахстан музей грампластинок. Он был открыт 21 февраля 2001 г. на базе частной коллекции Наума Григорьевича Шафера.
В коллекции 25000 грампластинок, 1500 бобин магнитофонных записей, 1500 аудиокассет. Картотека насчитывает более 500 тысяч карточек на музыкальные произведения (по композиторам и исполнителям).
По пятницам (еженедельно) в концертном зале «Дома Шафера» проводятся вечера звукозаписи и литературно-музыкальные вечера с участием писателей, музыкантов, артистов города Павлодара.
Адрес: ул. Академика Бектурова, дом 19.